# Beggs
Beggs és una ciutat dels Estats Units a l'estat d'Oklahoma. Segons el cens del 2000 tenia 1.364 habitants.

## Demografia
Segons el cens del 2000, Beggs tenia 1.364 habitants, 538 habitatges, i 363 famílies. La densitat de població era de 123,6 habitants per km².
Dels 538 habitatges en un 33,5% hi vivien nens de menys de 18 anys, en un 47,2% hi vivien parelles casades, en un 17,1% dones solteres, i en un 32,5% no eren unitats familiars. En el 30,7% dels habitatges hi vivien persones soles el 15,2% de les quals corresponia a persones de 65 anys o més que vivien soles. El nombre mitjà de persones vivint en cada habitatge era de 2,51 i el nombre mitjà de persones que vivien en cada família era de 3,13.
Per edats la població es repartia de la següent manera: un 28,8% tenia menys de 18 anys, un 9,3% entre 18 i 24, un 26,5% entre 25 i 44, un 22,1% de 45 a 60 i un 13,3% 65 anys o més.
L'edat mediana era de 35 anys. Per cada 100 dones de 18 o més anys hi havia 82,5 homes.
La renda mediana per habitatge era de 25.063 $ i la renda mediana per família de 31.250 $. Els homes tenien una renda mediana de 26.150 $ mentre que les dones 22.143 $. La renda per capita de la població era de 12.191 $. Entorn del 16,9% de les famílies i el 18,4% de la població estaven per davall del llindar de pobresa.

## Poblacions més properes
El següent diagrama mostra les poblacions més properes.